# ウィークス多様体
数学において、ウィークス多様体(Weeks manifold)（フォメンコ・マットヴェーエフ・ウィークス多様体(Fomenko–Matveev–Weeks manifold)と呼ばれるときもある）は、ホワイトヘッドリンク(Whitehead link)上の (5, 2) と (5, 1) のデーン手術によって得られる閉じた双曲3次元多様体である。ウィークス多様体は、約 0.9427... に近い体積を持ち、Gabai, Meyerhoff & Milley (2009) により、閉じた向き付け可能な双曲3次元多様体の最小の体積であることが示された。この多様体は、独立に、Weeks (1985) と Matveev & Fomenko (1988) により発見された。 
ウィークス多様体は数論的双曲3次元多様体であるので、その体積は数論的なデータを使い計算することができ、アルマン・ボレルは次の公式を与えた。
{\displaystyle {\frac {3\cdot 23^{3/2}\zeta _{k}(2)}{4\pi ^{4}}},}
ここに、k は θ 3 − θ + 1 = 0 を満す θ により生成される数体であり、ζ k は k のデデキントゼータ函数である(Ted Chinburg, Eduardo Friedman & Kerry N. Jones et al. 2001)。
ホワイトヘッドリンク上のカスプをもつ (5, 1) デーン手術により得られる双曲 3-次元多様体は、8の字結び目の結び目補空間の兄弟のような多様体である。8の字結び目の結び目補空間とその兄弟の多様体は、任意の向き付け可能なカスプを持つ双曲3次元多様体の中で最小の体積を持つ。このように、ウィークス多様体は、2つの最小の体積を持つ向き付け可能なカスプを持つ双曲3次元多様体の双曲デーン手術により得ることができる。